# Hydrotaea ochribasis
Hydrotaea ochribasis este o specie de muște din genul Hydrotaea, familia Muscidae, descrisă de Fritz Isidore van Emden în anul 1943.
Este endemică în Kenya. Conform Catalogue of Life specia Hydrotaea ochribasis nu are subspecii cunoscute.